# Oranjesteelkalkkopje
Het oranjesteelkalkkopje (Physarum psittacinum) is een slijmzwam behorend tot de familie Physaraceae. Het leeft saprotroof op hout van naaldbomen en struiken.

## Kenmerken
De sporen meten (7-) 8-10 micrometer.

## Verspreiding
In Nederland komt het vrij zeldzaam voor. Het staat niet op rode lijst en is niet bedreigd.